# بوليانا
بوليانا (بالإنجليزية: Pollyanna)‏ هي رواية نشرت عام 1913 بقلم إليانور بورتر والتي تعتبر الآن من كلاسيكيات أدب الأطفال، وأصبح اسم شخصية العنوان مرادفا لشخص لديه نظرة متفائلة للغاية. كذلك فإن تحيز اللاوعي نحو ما يوصف بالإيجابية يسمى مبدأ بوليانا. حقق الكتاب النجاح فقامت بورتر بإنتاج تتمة بعنوان بوليانا تكبر (1915). تم نشر أحد عشر تتمة أخرى، والمعروفة باسم "الكتب السعيدة"، ومعظمها من تأليف اليزابيث بورتن أو هارييت لوميس سميث. وجاءت تتمات أخرى، بما فيها بوليانا تلعب لعبة بقلم كولين ريس، والتي نشرت في عام 1997.
تم اقتباس بوليانا للسينما عدة مرات. ومن أشهرها نسخة ديزني عام 1960 من بطولة الممثلة الطفلة هايلي ميلز، والتي حصلت على أوسكار خاص عن الدور، ونسخة عام 1920 من بطولة ماري بيكفورد.

## روابط خارجية
- بوليانا على موقع الموسوعة البريطانية (الإنجليزية)